# Prasophyllum drummondii
Prasophyllum drummondii är en orkidéart som beskrevs av Heinrich Gustav Reichenbach. Prasophyllum drummondii ingår i släktet Prasophyllum och familjen orkidéer. Inga underarter finns listade i Catalogue of Life.

## Bildgalleri

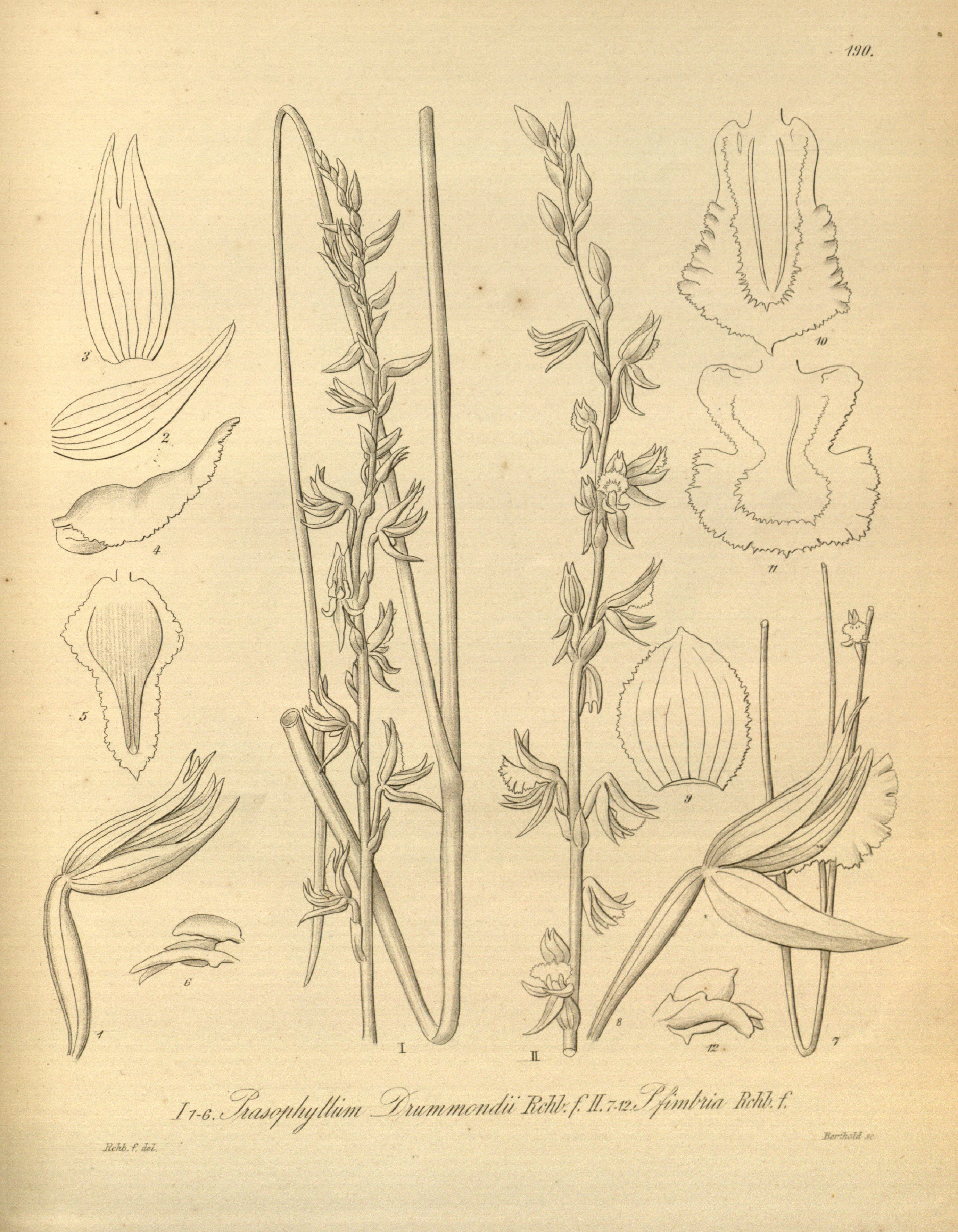